# 德懷爾冰原島峰
68°13′S 58°27′E / 68.217°S 58.450°E
德懷爾冰原島峰（英語：Dwyer Nunataks）是南極洲的冰原島峰，位於肯普地，長11公里、寬6公里，處於耶伊塔山東南面4公里，屬於漢森山脈的一部分，由澳大利亞探險隊繪入地圖，現時由南極條約體系管理。